# Waqqāş
Waqqāş är en ort i Jordanien.   Den ligger i provinsen Irbid, i den norra delen av landet, 70 km norr om huvudstaden Amman. Antalet invånare är 5 678.